# 1. česká hokejová liga 2011/2012
1. česká hokejová liga 2011/12 byla 19. ročníkem české druhé nejvyšší soutěže. Ze 2. ligy postoupily celky HC Most a Salith Šumperk. Ze soutěže naopak odstoupily týmy HC Tábor a HC Vrchlabí, který prodal licenci původně sestupujícímu celku IHC KOMTERM Písek. Přihlášku stáhl tým Orli Znojmo, který nově hrál Erste Bank Eishockey Ligu.

## Systém soutěže
Soutěž měla 14 klubů oproti dosavadním 16. V základní části se celky střetly každý s každým 4× (2× doma a 2× venku). To jest celkem 52 kol. Poté následovalo play-off do kterého se probojoval 1.–8. tým tabulky. Vyřazovací boje (čtvrtfinále, semifinále a finále) se odehrály na 4 vítězné zápasy. Vítěz finále postoupil do baráže o extraligu. Kluby z 9.–14. pozice utvořily šestičlennou skupinu play-out, ve které poslední dva celky hájily svoji prvoligovou příslušnost v baráži proti vítězům play off jednotlivých skupin 2. ligy.

## Kluby podle krajů
- Ústecký kraj: HC Slovan Ústečtí Lvi, Piráti Chomutov, HC Stadion Litoměřice, HC Most, SK Kadaň
- Vysočina: HC Dukla Jihlava, HC Rebel Havlíčkův Brod, SK Horácká Slavia Třebíč
- Středočeský kraj: HC Benátky nad Jizerou, HC Berounští Medvědi
- Královéhradecký kraj: HC VCES Hradec Králové
- Olomoucký kraj: Salith Šumperk, HC Olomouc
- Jihočeský kraj: IHC KOMTERM Písek

## Stadiony
| Klub                     | Stadion                           | Kapacita |
| ------------------------ | --------------------------------- | -------- |
| HC VCES Hradec Králové   | Zimní stadion Hradec Králové      | 7 700    |
| HC Slovan Ústečtí Lvi    | Zlatopramen Arena                 | 6 500    |
| Piráti Chomutov          | ČEZ Stadion Chomutov              | 6 000    |
| HC Dukla Jihlava         | Horácký zimní stadion Jihlava     | 7 500    |
| HC Olomouc               | Zimní stadion Olomouc             | 5 300    |
| HC Rebel Havlíčkův Brod  | Zimní stadion Kotlina             | 4 000    |
| SK Horácká Slavia Třebíč | MANN + HUMMEL ARENA               | 5 000    |
| SK Kadaň                 | Stadion města Kadaň               | 3 000    |
| HC Benátky nad Jizerou   | Zimní stadion Benátky nad Jizerou | 1 500    |
| HC Stadion Litoměřice    | Kalich aréna                      | 1 750    |
| HC Berounští Medvědi     | Zimní stadion Beroun              | 2 272    |
| HC Most                  | Zimní stadion Most                | 1 646    |
| Salith Šumperk           | Tyršův stadion                    | 3 500    |
| IHC KOMTERM Písek        | KOMTERM Arena                     | 4 500    |

## Konečná tabulka
| Vysvětlivka                    |
| ------------------------------ |
| Postup do čtvrtfinále play off |
| Účastník play out              |

| Poř. | Tým                      | Z  | V  | VP | PP | P  | VG  | OG  | B   |
| ---- | ------------------------ | -- | -- | -- | -- | -- | --- | --- | --- |
| 1.   | HC Slovan Ústečtí Lvi    | 52 | 37 | 5  | 3  | 7  | 225 | 105 | 124 |
| 2.   | Piráti Chomutov          | 52 | 32 | 6  | 4  | 10 | 202 | 116 | 112 |
| 3.   | HC Olomouc               | 52 | 27 | 4  | 6  | 15 | 163 | 122 | 95  |
| 4.   | HC Dukla Jihlava         | 52 | 28 | 1  | 4  | 19 | 153 | 127 | 90  |
| 5.   | HC VCES Hradec Králové   | 52 | 21 | 6  | 2  | 23 | 166 | 147 | 77  |
| 6.   | HC Benátky nad Jizerou   | 52 | 19 | 6  | 7  | 20 | 130 | 153 | 76  |
| 7.   | HC Rebel Havlíčkův Brod  | 52 | 21 | 3  | 4  | 24 | 149 | 160 | 73  |
| 8.   | SK Horácká Slavia Třebíč | 52 | 15 | 8  | 10 | 19 | 132 | 145 | 71  |
| 9.   | HC Stadion Litoměřice    | 52 | 19 | 4  | 5  | 24 | 133 | 163 | 70  |
| 10.  | SK Kadaň                 | 52 | 20 | 1  | 8  | 23 | 141 | 149 | 70  |
| 11.  | IHC KOMTERM Písek        | 52 | 18 | 6  | 4  | 24 | 114 | 146 | 70  |
| 12.  | Salith Šumperk           | 52 | 17 | 7  | 4  | 24 | 165 | 187 | 69  |
| 13.  | HC Berounští Medvědi     | 52 | 14 | 6  | 3  | 29 | 127 | 169 | 57  |
| 14.  | HC Most                  | 52 | 9  | 4  | 3  | 36 | 113 | 224 | 38  |

## Hráčské statistiky základní části

### Kanadské bodování
Toto je konečné pořadí hráčů podle dosažených bodů. Za jeden vstřelený gól nebo přihrávku na gól hráč získal jeden bod.
| Poř. | Hráč            | Tým                     | Z  | G  | A  | B  | TM | +/- |
| ---- | --------------- | ----------------------- | -- | -- | -- | -- | -- | --- |
| 1.   | Jaroslav Roubík | HC Slovan Ústečtí Lvi   | 50 | 26 | 32 | 58 | 18 | 32  |
| 2.   | Lukáš Král      | HC Benátky nad Jizerou  | 51 | 20 | 37 | 57 | 66 | -6  |
| 3.   | Milan Kraft     | Piráti Chomutov         | 50 | 23 | 33 | 56 | 18 | 33  |
| 4.   | David Hruška    | Piráti Chomutov         | 52 | 27 | 28 | 55 | 22 | 23  |
| 5.   | Daniel Hodek    | HC Dukla Jihlava        | 50 | 31 | 20 | 51 | 36 | 14  |
| 6.   | Martin Šagát    | HC Slovan Ústečtí Lvi   | 46 | 13 | 35 | 48 | 20 | 37  |
| 7.   | Michal Tvrdík   | HC VCES Hradec Králové  | 51 | 18 | 28 | 46 | 32 | 11  |
| 8.   | Tomáš Nouza     | IHC KOMTERM Písek       | 51 | 17 | 28 | 45 | 36 | 4   |
| 9.   | Patrik Moskal   | HC VCES Hradec Králové  | 51 | 22 | 21 | 43 | 26 | 9   |
| 10.  | Vojtěch Němec   | HC Rebel Havlíčkův Brod | 36 | 14 | 29 | 43 | 66 | 20  |

### Hodnocení brankářů
Toto je konečné pořadí nejlepších deset brankářů.
| Poř. | Hráč              | Tým                      | Z  | MIN  | OG  | PZ   | PS   | POG  | Úsp%  |
| ---- | ----------------- | ------------------------ | -- | ---- | --- | ---- | ---- | ---- | ----- |
| 1.   | Libor Kašík       | HC Olomouc               | 26 | 1459 | 45  | 751  | 796  | 1.85 | 94.35 |
| 2.   | Šimon Hrubec      | SK Horácká Slavia Třebíč | 49 | 2964 | 130 | 1822 | 1952 | 2.63 | 93.34 |
| 3.   | Zdeněk Orct       | HC Slovan Ústečtí Lvi    | 22 | 1271 | 38  | 498  | 536  | 1.79 | 92.91 |
| 4.   | Filip Novotný     | HC Dukla Jihlava         | 33 | 1878 | 70  | 903  | 973  | 2.24 | 92.81 |
| 5.   | Tomáš Závorka     | SK Kadaň                 | 21 | 1175 | 50  | 597  | 647  | 2.55 | 92.27 |
| 6.   | Štefan Žigárdy    | HC Olomouc               | 31 | 1700 | 71  | 843  | 914  | 2.51 | 92.23 |
| 7.   | Miroslav Hanuljak | Piráti Chomutov          | 34 | 2023 | 67  | 795  | 862  | 1.99 | 92.23 |
| 8.   | Dominik Halmoši   | HC Dukla Jihlava         | 24 | 1196 | 48  | 561  | 609  | 2.41 | 92.12 |
| 9.   | Vojtěch Sedláček  | IHC KOMTERM Písek        | 43 | 2552 | 112 | 1300 | 1412 | 2.63 | 92.07 |
| 10.  | Petr Přikryl      | HC Stadion Litoměřice    | 40 | 2241 | 114 | 1321 | 1435 | 3.05 | 92.06 |

## Play off

### Pavouk
|  | Čtvrtfinále              | Čtvrtfinále      |                       |   | Semifinále | Semifinále |  |  | Finále | Finále |
|  |                          |                  |                       |   |            |            |  |  |        |        |
|  |                          |                  |                       |   |            |            |  |  |        |        |
|  | HC Slovan Ústečtí Lvi    | 4                |                       |   |            |            |  |  |        |        |
|  | HC Slovan Ústečtí Lvi    | 4                |                       |   |            |            |  |  |        |        |
|  | SK Horácká Slavia Třebíč | 0                |                       |   |            |            |  |  |        |        |
|  | SK Horácká Slavia Třebíč | 0                | HC Slovan Ústečtí Lvi | 4 |            |            |  |  |        |        |
|  |                          |                  | HC Slovan Ústečtí Lvi | 4 |            |            |  |  |        |        |
|  |                          | HC Dukla Jihlava | 1                     |   |            |            |  |  |        |        |
|  | HC Dukla Jihlava         | HC Dukla Jihlava | 1                     | 4 |            |            |  |  |        |        |
|  | HC Dukla Jihlava         |                  |                       | 4 |            |            |  |  |        |        |
|  | HC VCES Hradec Králové   | 3                |                       |   |            |            |  |  |        |        |
|  | HC VCES Hradec Králové   | 3                | HC Slovan Ústečtí Lvi | 3 |            |            |  |  |        |        |
|  |                          |                  | HC Slovan Ústečtí Lvi | 3 |            |            |  |  |        |        |
|  |                          | Piráti Chomutov  | 4                     |   |            |            |  |  |        |        |
|  | Piráti Chomutov          | Piráti Chomutov  | 4                     | 4 |            |            |  |  |        |        |
|  | Piráti Chomutov          |                  |                       | 4 |            |            |  |  |        |        |
|  | HC Rebel Havlíčkův Brod  | 1                |                       |   |            |            |  |  |        |        |
|  | HC Rebel Havlíčkův Brod  | 1                | Piráti Chomutov       | 4 |            |            |  |  |        |        |
|  |                          |                  | Piráti Chomutov       | 4 |            |            |  |  |        |        |
|  |                          | HC Olomouc       | 3                     |   |            |            |  |  |        |        |
|  | HC Olomouc               | HC Olomouc       | 3                     | 4 |            |            |  |  |        |        |
|  | HC Olomouc               |                  |                       | 4 |            |            |  |  |        |        |
|  | HC Benátky nad Jizerou   | 3                |                       |   |            |            |  |  |        |        |
|  | HC Benátky nad Jizerou   | 3                |                       |   |            |            |  |  |        |        |

### Čtvrtfinále
- HC Slovan Ústečtí Lvi – SK Horácká Slavia Třebíč 5 : 0 (2:0, 2:0, 1:0)
- HC Slovan Ústečtí Lvi – SK Horácká Slavia Třebíč 8 : 2 (2:1, 3:1, 3:0)
- SK Horácká Slavia Třebíč – HC Slovan Ústečtí Lvi 1 : 3 (0:2, 1:1, 0:0)
- SK Horácká Slavia Třebíč – HC Slovan Ústečtí Lvi 1 : 5 (0:2, 0:3, 1:0)
- Konečný stav série 4 : 0 pro HC Slovan Ústečtí Lvi

- Piráti Chomutov – HC Rebel Havlíčkův Brod 3 : 1 (0:0, 1:1, 2:0)
- Piráti Chomutov – HC Rebel Havlíčkův Brod] 3 : 2 (PP) (0:1, 1:0, 1:1 – 1:0)
- HC Rebel Havlíčkův Brod – Piráti Chomutov 4 : 2 (1:1, 2:0, 1:1)
- HC Rebel Havlíčkův Brod – Piráti Chomutov 3 : 5 (2:2, 1:2, 0:1)
- Piráti Chomutov – HC Rebel Havlíčkův Brod 11 : 2 (3:1, 1:1, 7:0)
- Konečný stav série 4 : 1 pro Piráty Chomutov

- HC Olomouc – HC Benátky nad Jizerou 2 : 1 (1:1, 1:0, 0:0)
- HC Olomouc – HC Benátky nad Jizerou 2 : 3 (0:0, 1:2, 1:1)
- HC Benátky nad Jizerou – HC Olomouc 2 : 3 (0:1, 2:1, 0:1)
- HC Benátky nad Jizerou – HC Olomouc 0 : 4 (0:1, 0:1, 0:2)
- HC Olomouc – HC Benátky nad Jizerou 1 : 4 (0:1, 1:2, 0:1)
- HC Benátky nad Jizerou – HC Olomouc 5 : 3 (4:0, 0:2, 1:1)
- HC Olomouc – HC Benátky nad Jizerou 5 : 3 (3:0, 1:1, 1:2)
- Konečný stav série 4 : 3 pro HC Olomouc

- HC Dukla Jihlava – HC VCES Hradec Králové 2 : 1 (1:0, 1:0, 0:1)
- HC Dukla Jihlava – HC VCES Hradec Králové 2 : 1 (PP) (1:1, 0:0, 0:0 – 1:0)
- HC VCES Hradec Králové – HC Dukla Jihlava 1 : 0 (1:0, 0:0, 0:0)
- HC VCES Hradec Králové – HC Dukla Jihlava 4 : 2 (4:1, 0:1, 0:0)
- HC Dukla Jihlava – HC VCES Hradec Králové 5 : 3 (1:2, 2:0, 2:1)
- HC VCES Hradec Králové – HC Dukla Jihlava 3 : 0 (1:0, 1:0, 1:0)
- HC Dukla Jihlava – HC VCES Hradec Králové 3 : 0 (1:0, 1:0, 1:0)
- Konečný stav série 4 : 3 pro HC Dukla Jihlava

### Semifinále
- HC Slovan Ústečtí Lvi – HC Dukla Jihlava 2 : 4 (1:3, 1:1, 0:0)
- HC Slovan Ústečtí Lvi – HC Dukla Jihlava 4 : 2 (2:0, 1:0, 1:2)
- HC Dukla Jihlava – HC Slovan Ústečtí Lvi 2 : 3 (SN) (1:1, 1:0, 0:1 – 0:0)
- HC Dukla Jihlava – HC Slovan Ústečtí Lvi 0 : 3 (0:1, 0:0, 0:2)
- HC Slovan Ústečtí Lvi – HC Dukla Jihlava 4 : 3 (SN) (1:0, 1:1, 1:2 – 0:0)
- Konečný stav série 4 : 1 pro HC Slovan Ústí nad Labem

- Piráti Chomutov – HC Olomouc 7 : 3 (2:0, 3:2, 2:1)
- Piráti Chomutov – HC Olomouc 2 : 1 (PP) (0:1, 1:0, 0:0 – 1:0)
- HC Olomouc – Piráti Chomutov 0 : 3 (0:0, 0:2, 0:1)
- HC Olomouc – Piráti Chomutov 2 : 0 (0:0, 1:0, 1:0)
- Piráti Chomutov – HC Olomouc 2 : 3 (1:2, 1:1, 0:0)
- HC Olomouc – Piráti Chomutov 2 : 1 (SN) (0:1, 0:0, 1:0 – 0:0)
- Piráti Chomutov – HC Olomouc 2 : 0 (1:0, 1:0, 0:0)
- Konečný stav série 4 : 3 pro Piráty Chomutov

### Finále
- HC Slovan Ústečtí Lvi – Piráti Chomutov 7 : 3 (2:0, 2:2, 3:1)
- HC Slovan Ústečtí Lvi – Piráti Chomutov 3 : 4 (PP) (0:1, 3:1, 0:1 – 0:1)
- Piráti Chomutov – HC Slovan Ústečtí Lvi 7 : 6 (PP) (3:3, 2:2, 1:1 – 1:0)
- Piráti Chomutov – HC Slovan Ústečtí Lvi 1 : 4 (0:1, 0:0, 1:3)
- HC Slovan Ústečtí Lvi – Piráti Chomutov 3 : 1 (0:0, 2:0, 1:1)
- Piráti Chomutov – HC Slovan Ústečtí Lvi 4 : 1 (0:0, 1:0, 3:1)
- HC Slovan Ústečtí Lvi – Piráti Chomutov 2 : 3 (PP) (1:0, 1:1, 0:1 – 0:1)
- Konečný stav série 3 : 4 pro Piráty Chomutov, kteří tak postoupili do baráže o extraligu.

## Play out
| Poř. | Tým                   | Z  | V  | VP | PP | P  | VG  | OG  | B  |
| ---- | --------------------- | -- | -- | -- | -- | -- | --- | --- | -- |
| 1.   | IHC KOMTERM Písek     | 61 | 22 | 6  | 6  | 27 | 140 | 178 | 84 |
| 2.   | SK Kadaň              | 61 | 24 | 1  | 9  | 27 | 168 | 175 | 83 |
| 3.   | HC Stadion Litoměřice | 60 | 22 | 6  | 5  | 27 | 161 | 192 | 83 |
| 4.   | Salith Šumperk        | 61 | 21 | 7  | 5  | 28 | 201 | 219 | 82 |
| 5.   | HC Berounští Medvědi  | 60 | 17 | 7  | 4  | 32 | 161 | 198 | 69 |
| 6.   | HC Most               | 61 | 12 | 6  | 3  | 40 | 145 | 259 | 51 |

- Po rozhodnutí o účastnících baráže se již zbylá utkání po dohodě klubů nedohrávala.
- Týmy HC Berounští Medvědi a HC Most musely svoji prvoligovou příslušnost hájit v baráži.

1. kolo
- 25.2.2012 HC Stadion Litoměřice – HC Most 7:2
- 25.2.2012 SK Kadaň – HC Berounští Medvědi 1:2(SN)
- 25.2.2012 IHC KOMTERM Písek – Salith Šumperk 3:1

2. kolo
- 29.2.2012 HC Most – Salith Šumperk 7:6(SN)
- 29.2.2012 HC Berounští Medvědi – IHC KOMTERM Písek 2:3
- 29.2.2012 HC Stadion Litoměřice – SK Kadaň 4:3

3. kolo
- 3.3.2012 SK Kadaň – HC Most 5:3
- 3.3.2012 Salith Šumperk – HC Berounští Medvědi 7:4
- 3.3.2012 IHC KOMTERM Písek – HC Stadion Litoměřice 3:4(SN)

4. kolo
- 7.3.2012 HC Most – HC Berounští Medvědi 4:3 (PP)
- 7.3.2012 HC Stadion Litoměřice – Salith Šumperk 3:2
- 7.3.2012 SK Kadaň – IHC KOMTERM Písek 4:3

5. kolo
- 10.3.2012 Salith Šumperk – SK Kadaň 1:3
- 10.3.2012 IHC KOMTERM Písek – HC Most 3:1
- 10.3.2012 HC Berounští Medvědi – HC Stadion Litoměřice 8:3

6. kolo
- 12.3.2012 HC Most – HC Stadion Litoměřice 4:2
- 12.3.2012 HC Berounští Medvědi – SK Kadaň 3:2
- 12.3.2012 Salith Šumperk – IHC KOMTERM Písek 7:1

7. kolo
- 14.3.2012 Salith Šumperk – HC Most 3:5
- 14.3.2012 IHC KOMTERM Písek – HC Berounští Medvědi 4:8
- 14.3.2012 SK Kadaň – HC Stadion Litoměřice 5:2

8. kolo
- 17.3.2012 HC Stadion Litoměřice – IHC KOMTERM Písek 3:2 (PP)
- 17.3.2012 HC Most – SK Kadaň 4:2
- 17.3.2012 HC Berounští Medvědi – Salith Šumperk 4:5

9. kolo
- 21.3.2012 HC Berounští Medvědi – HC Most neodehráno
- 21.3.2012 Salith Šumperk – HC Stadion Litoměřice neodehráno
- 21.3.2012 IHC KOMTERM Písek – SK Kadaň neodehráno

10. kolo
- 5.3.2012 HC Most – IHC KOMTERM Písek 2:4
- 16.3.2012 SK Kadaň – Salith Šumperk 2:4
- 24.3.2012 HC Stadion Litoměřice – HC Berounští Medvědi neodehráno

## Baráž o 1. ligu
| Poř. | Tým                   | Z | V | VP | PP | P | VG | OG | B  |
| ---- | --------------------- | - | - | -- | -- | - | -- | -- | -- |
| 1.   | HC Berounští Medvědi  | 8 | 6 | 0  | 0  | 2 | 28 | 20 | 18 |
| 2.   | HC Most               | 8 | 5 | 0  | 0  | 3 | 31 | 19 | 15 |
| 3.   | HC AZ Havířov 2010    | 8 | 4 | 1  | 0  | 3 | 31 | 21 | 14 |
| 4.   | SHK Hodonín           | 8 | 2 | 1  | 0  | 5 | 32 | 40 | 8  |
| 5.   | HC Klášterec nad Ohří | 8 | 1 | 0  | 2  | 5 | 20 | 42 | 5  |

- Týmy HC Berounští Medvědi a HC Most uhájily svoji prvoligovou příslušnost i pro příští ročník.

1. kolo
- 26.3.2012 HC Most – SHK Hodonín 5:0 kontumačně (neoprávněný start hráče Hodonína)
- 26.3.2012 HC AZ Havířov 2010 – HC Klášterec nad Ohří 4:3 (PP)

2. kolo
- 28.3.2012 SHK Hodonín – HC AZ Havířov 2010 0:5 kontumačně (neoprávněný start hráče Hodonína)
- 28.3.2012 HC Berounští Medvědi – HC Most 1:2

3. kolo
- 31.3.2012 HC AZ Havířov 2010 – HC Berounští Medvědi 2:4
- 31.3.2012 HC Klášterec nad Ohří – SHK Hodonín 7:8 SN

4. kolo
- 2.4.2012 HC Berounští Medvědi – HC Klášterec nad Ohří 2:1
- 2.4.2012 HC Most – HC AZ Havířov 2010 4:2

5. kolo
- 4.4.2012 HC Klášterec nad Ohří – HC Most 3:1
- 4.4.2012 SHK Hodonín – HC Berounští Medvědi 5:2

6. kolo
- 7.4.2012 SHK Hodonín – HC Most 4:6
- 7.4.2012 HC Klášterec nad Ohří – HC AZ Havířov 2010 2:5

7. kolo
- 9.4.2012 HC Most – HC Berounští Medvědi 2:3
- 9.4.2012 HC AZ Havířov 2010 – SHK Hodonín 5:0

8. kolo
- 11.4.2012 HC Berounští Medvědi – HC AZ Havířov 2010 5:3
- 11.4.2012 SHK Hodonín – HC Klášterec nad Ohří 10:3

9. kolo
- 14.4.2012 HC Klášterec nad Ohří – HC Berounští Medvědi 0:4
- 14.4.2012 HC AZ Havířov 2010 – HC Most 5:3

10. kolo
- 16.4.2012 HC Most – HC Klášterec nad Ohří 8:1
- 16.4.2012 HC Berounští Medvědi – SHK Hodonín 7:5